# Il giudizio di Paride (Enrique Simonet)
Il giudizio di Paride (El Juicio de Paris in spagnolo) è un dipinto a olio su tela del pittore spagnolo Enrique Simonet, realizzato nel 1904 e conservato nel Museo di Malaga.
L'origine del nome risale al mito greco del giudizio di Paride.

## Storia
L’opera fu realizzata da Simonet durante il suo soggiorno a Barcellona, dove fu influenzato dal modernismo. Egli la dipinse a trentasei anni, in un’epoca di maturità nella quale decise di rischiare e scommettere su qualcosa di nuovo per la sua opera. Il fotografo e politico Cánovas Vallejo riconobbe che Il giudizio di Paride scatenò le critiche dei suoi amici per essersi allontanato dalla pittura spagnola e per aver introdotto degli elementi dell’arte nuova che era stata forgiata oltre i confini iberici.
La tela appartenne alla famiglia dell’artista finché non venne acquistata dalla giunta dell'Andalusia per il museo di Malaga. Il dipinto ha una certa aria borghese e mette in risalto un luminismo prominente.

## Descrizione
Secondo il mito, la dea della discordia, Eris, adirata per non essere stata invitata a un matrimonio al quale era stata invitata la maggior parte degli dèi, lanciò in sala il pomo della discordia, sul quale c’era scritto “alla più bella”. Le tre dee rappresentate nel quadro, Era, Atena e Afrodite, si disputarono la mela e decisero che il principe troiano Paride avrebbe scelto per loro. Alla fine Paride scelse Afrodite, che gli offrì in cambio l’amore di Elena di Sparta, che avrebbe scatenato la successiva guerra di Troia.
La scena rappresenta la dea Era (incoronata come regina degli dèi) e Atena (che è quasi nuda e si copre come una dea vergine) entrambe in abiti greci, e Afrodite nuda che si mostra davanti a Paride. Le tre dee hanno l’aspetto della moglie di Simonet, Asunción Castro Crespo, che per lui faceva da modella e musa. Gli altri personaggi, il dio Eros (con le ali da farfalla) e il principe Paride (che indossa una pelle di leopardo, un indumento tipico dei principi troiani) si ispirano ai figli del pittore, Enrique e Ramón.
L’ambiente è del tutto bucolico, come un locus amoenus, pieno di animali e piante in campagna. Un pavone reale apre la sua coda e mette in risalto Afrodite, che secondo il mito venne scelta da Paride. Ella indossa soltanto dei braccialetti a forma di serpente, un simbolo classico della sessualità.